# Сьверчево (Голеньовський повіт)
Сьверчево (пол. Świerczewo, нім. Schwarzow) — село в Польщі, у гміні Новоґард Голеньовського повіту Західнопоморського воєводства.
Населення — 253 особи (2011).
У 1975-1998 роках село належало до Щецинського воєводства.

## Демографія
Демографічна структура станом на 31 березня 2011 року:
|          | Загалом | Допрацездатний вік | Працездатний вік | Постпрацездатний вік |
| -------- | ------- | ------------------ | ---------------- | -------------------- |
| Чоловіки | 126     | 28                 | 86               | 12                   |
| Жінки    | 127     | 30                 | 70               | 27                   |
| Разом    | 253     | 58                 | 156              | 39                   |